# ベンジルアミン
ベンジルアミン (benzylamine) とは有機化合物の一種で、アンモニアの水素がひとつベンジル基に置き換わった一級アミンである。外見は無色の液体で、有機合成の原料として用いられる。
ベンジルアミンはベンゾニトリルの水素化によって得られる。
{\displaystyle {\ce {C6H5CN\ + 2H2 -> C6H5CH2NH2}}}
二級アミンを合成したい場合、ベンジル基が加水素分解によって除去可能であることから、ベンジルアミンはアンモニアの合成等価体として用いられる。
{\displaystyle {\ce {C6H5CH2NH2\ + 2RX -> C6H5CH2NR2\ + 2HX}}}
{\displaystyle {\ce {C6H5CH2NR2\ + H2 -> C6H5CH3\ + R2NH}}}
(XはClやBrなどのハロゲン、もしくはOTsなどの脱離基。)
一段階目の反応を進めるため、通常はHXを捕捉する塩基が加えられる。ベンジルアミンの代わりにアンモニアを用いると、RX との反応で三級アミンR3Nあるいは四級アンモニウム R4N+の生成が起こる。
空気に触れているとゆっくり炭酸塩へ変わる。